# Jessica Chopitea
 Jessica Alexandra Chopitea Aguirre (Oruro, Bolivia; 12 de julio de 1986) es una ingeniera ambiental, modelo y presentadora de televisión boliviana.

## Biografía
Chopitea nació el 12 de julio de 1986 en la ciudad de Oruro. Comenzó sus estudios escolares en 1992, saliendo bachiller el año 2003 en su ciudad natal. 
Continuo con sus estudios profesionales, ingresando en 2004 a estudiar la carrera de ingeniería en la Escuela Militar de Ingeniería (institución de formación superior perteneciente a las Fuerzas Armadas de Bolivia) graduándose como ingeniera ambiental el año 2008. Realizó posgrados en Periodismo Ambiental y maestría en marketing y administración de empresas.

## Televisión
El año 2003, Jessica participó del concurso juvenil de canto "Operación Fama" (Reality Show), siendo esta experiencia su primer acercamiento ante las cámaras. La incursión de Chopitea en la televisión boliviana ha sido siempre participando en programas juveniles de diferentes redes televisivas. 
Su primera casa televisiva fue la Red Bolivisión con el programa juvenil "Tu TOP" del año 2004. En 2005, Jessica ingresaría a trabajar en el programa "Decibeles al Limite" de la Red Unitel junto a Fabiana Villarroel y Arnold Banegas. 
El año 2006, Chopitea ingresa a conducir el programa "MIX UP" de la Red PAT. Desde 2007 hasta 2008 estuvo conduciendo un programa juvenil denominado "Fusión 07". Desde 2009 hasta 2010 fue presentadora del "Me lo LLevo", todos estos programas fueron emitidos desde la Red PAT. 
En febrero de 2011, Jessica Chopitea ingresa a Cadena A, para conducir el programa "A Carnavalear" junto a la presentadora Carolina Córdova. Luego estaría por un breve lapso de tiempo con el programa "Metamorfosis" del mismo canal.   
El 21 de enero de 2013, Jessica contrajo matrimonio con Jimmy Ramos.
El año 2015, el reconocido periodista deportivo Toto Arévalo, invitó a Chopitea a formar parte de su programa "Deporte Total", que se emitía  entonces por la Red ATB, aunque inicialmente solo participó como modelo. Dejó el programa debido a su primer embarazo.
El 6 de abril de 2019, Jessica Chopitea ingresa al programa nocturno de noticias "Que No Me Pierda" de la Red UNO, conducido por los periodistas César Galindo, Cecilia Bellido y Sebastian Putz.